# Symbole narodowe Azerbejdżanu
Oficjalne symbole narodowe Azerbejdżanu to flaga, godło, hymn narodowy, deklaracja niepodległości, konstytucja kraju uchwalona 12 listopada 1995 roku oraz odznaczenia państwowe.

## Lista symboli
| Symbol                                 | Nazwa                                  | Opis | Data ustanowienia |
| -------------------------------------- | -------------------------------------- | --- | ----------------- |
| Flaga Azerbejdżanu                     | Flaga Azerbejdżanu                     | Flaga składa się z trzech poziomych pasów jednakowych rozmiarów w kolorach niebieskim, czerwonym i zielonym. Na środku flagi znajduje się biały półksiężyc i ośmioramienna gwiazda. Kolor niebieski symbolizuje dziedzictwo tureckie, czerwony postęp w tworzeniu nowoczesnego państwa i rozwój demokracji, a zielony stosunek narodu do cywilizacji islamskiej. Półksiężyc symbolizuje islam, a ośmioramienna gwiazda to osiem grup ludów tureckich. Stosunek długości do szerokości flagi wynosi 2:1 | 5 lutego 1991     |
| Godło Azerbejdżanu                     | Godło Azerbejdżanu                     | W środku godła przedstawiono cztery "języki ognia" symbolizujące „Krainę wiecznego ognia”. Symbol płomienia jest również interpretowany jako arabskie słowo „Allah”. Kolorami użytymi w godle są kolory flagi narodowej Azerbejdżanu. Ośmioramienna gwiazda symbolizuje osiem grup ludów tureckich. U dołu godła znajduje się kłos pszenicy i gałąź dębu. Kłos pszenicy symbolizuje bogactwo i płodność. Gałąź dębu symbolizuje starożytne korzenie kraju i sławę.                                     | 19 stycznia 1993  |
|                                        | Hymn Azerbejdżanu                      | Hymn narodowy Azerbejdżanu jest uważany za jeden z symboli narodowych Azerbejdżanu. Melodię hymnu skomponował w 1919 roku kompozytor azerski Üzeyir Hacıbəyov a słowa napisał poeta Əhməd Cavad | 27 maja 1992      |
| Deklaracja niepodległości Azerbejdżanu | Deklaracja Niepodległości Azerbejdżanu | Dokument stwierdzający iż Azerbejdżan jest niepodległym państwem | 28 maja 1918      |
|                                        | Konstytucja Azerbejdżanu               | Najważniejszy akt prawny Republiki Azerskiej | 12 listopada 1995 |
| Medal Qizil Ulduz                      | Narodowy Bohater Azerbejdżanu          | Odznaczenie przyznawane za odwagę i szczególne dokonania w sferze obrony suwerenności i integralności terytorialnej Republiki Azerbejdżanu, ochrony pokoju i bezpieczeństwa ludności. | 25 marca 1992     |
|                                        | Order Heydəra Əliyeva                  | Najwyższe i najważniejsze odznaczenie Republiki Azerbejdżanu. Można otrzymać je między innymi za odwagę i waleczność w obronie ojczyzny oraz zaangażowanie w ochronę interesów państwa. | 22 kwietnia 2005  |
|                                        | Order Szacha Ismaila                   | Jest najwyższym wojskowym odznaczeniem w Azerbejdżanie. Jest on przyznawany za szczególne zasługi w organizacji i wzmacnianiu Azerskich Sił Zbrojnych, a także w zapewnianiu integralności terytorialnej i bezpieczeństwa Republiki Azerbejdżańskiej oraz za wybitną odwagę w wojsku i za specjalny wkład w zapobieganiu sytuacjom awaryjnym w kraju. | 6 grudnia 1993    |